# Cockley Cley
Cockley Cley est une paroisse civile et un village du Norfolk, en Angleterre.